# Adda (Fluss)
Der Fluss Adda (in der Antike Addua) fließt durch die Lombardei in Italien. Er durchquert den Comer See, verlässt ihn bei Lecco und mündet etwa 10 km westlich von Cremona in den Po. Er ist mit 313 km der viertlängste Wasserlauf innerhalb der Grenzen Italiens.

## Geographie
Die Adda entspringt in der Valle Alpisella bei Livigno in 2235 Metern Höhe in den Rätischen Alpen.
Die obere Adda durchfließt das Veltlin über ungefähr 100 Kilometer. Dort fließt der Fluss durch Bormio, Tirano und Sondrio, bevor er in den Comer See mündet, dessen größter Zufluss er ist. Im unteren Veltlin ist der Durchfluss der Adda durch ein Wasserkraftwerk des italienischen Stromerzeugers Enel stark reduziert, der das Wasser durch einen unterirdischen Stollen ableitet und es 11 km flussabwärts nahe dem Comer See wieder an die Erdoberfläche bringt.
Größere Orte am Unterlauf sind Lecco, Trezzo, Cassano d’Adda (wo der Fluss in den flachen Teil der Po-Ebene eintritt), Rivolta d’Adda, Lodi und Castelnuovo Bocca d’Adda, an der Mündung in den Po. An den Ufern wurden am 16. September 1983 zwei Naturparks geschaffen:
- Der Park Adda Nord, der sich 54 km von Lecco nach Truccazzano erstreckt (Provinzen Lecco, Bergamo, Monza und Brianza und Mailand).
- Der Park Adda Süd, der sich 60 km am Unterlauf des Flusses erstreckt, von Rivolta d’Adda bis zu seiner Mündung in den Po (Provinzen Cremona und Lodi).

Ein italienisches Sprichwort lautet: Il Po non sarebbe Po, se l’Adda ed il Ticin non ci mettesser co’ (= capo) („Der Po würde Po nicht sein, flössen nicht die Adda und der Tessin hinein“).

## Hydrologie
Die hauptsächliche Speisung des Flusses aus dem abschmelzenden Gletschereis von Ortler, Bernina und Bergell führt zu einem maximalen Durchfluss zwischen Juni und Juli. Sein durchschnittlicher Durchfluss wird auf 187 m³/s geschätzt.

## Geschichte
Flaminius besiegte die Gallier an den Ufern der Adda im Jahr 223 v. Chr. Theoderich besiegte hier Odoaker im Jahr 490.

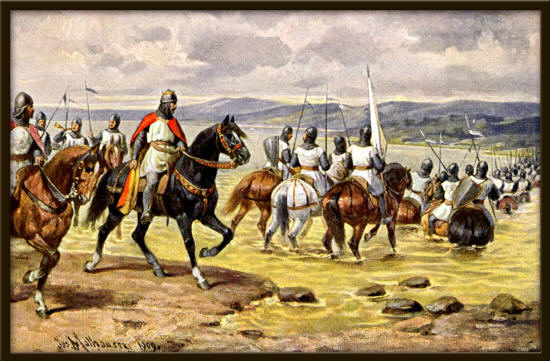
Josef Mathauser (1846–1917): Vladislav II. überquert die Adda

1158 überquerte Wladislaw von Böhmen mit einem zehntausendköpfigen Heer die Adda – Kaiser Barbarossa hatte seine Verbündeten aufgerufen, ihn bei der Eroberung des aufständischen Mailands zu unterstützen.
Die 1377 errichtete Trezzo-Brücke über den Fluss war mit einer Bogenspannweite von 72 m die damals größte Bogenbrücke der Welt. Ihre Spannweite wurde erst Ende des 18. Jahrhunderts mit der Einführung der Metallbauweise in der Industriellen Revolution übertroffen.
Die Adda bildete im Unterlauf bis zum 18. Jahrhundert die Grenze zwischen dem Herzogtum Mailand und der Republik Venedig.
Das Tal des Oberlaufs, das Veltlin, war ein Zankapfel zwischen Frankreich und den Habsburgern während des Dreißigjährigen Kriegs.
Am 27. April 1799 besiegten in der Schlacht an der Adda die Russen und Österreicher unter Alexander Wassiljewitsch Suworow die Franzosen.
Unter Napoleon gab es im Königreich Italien ein Département de l’Adda, nördlich des Departements Serio.
Am 28. Juli 1987 ereignete sich im Veltlin ein enormer Bergsturz, durch den das Dorf Morignone in der Provinz Sondrio vollständig zerstört wurde. 27 Menschen verloren ihr Leben, der Fluss wurde von den Erdmassen vorübergehend aufgestaut.

## Bilder

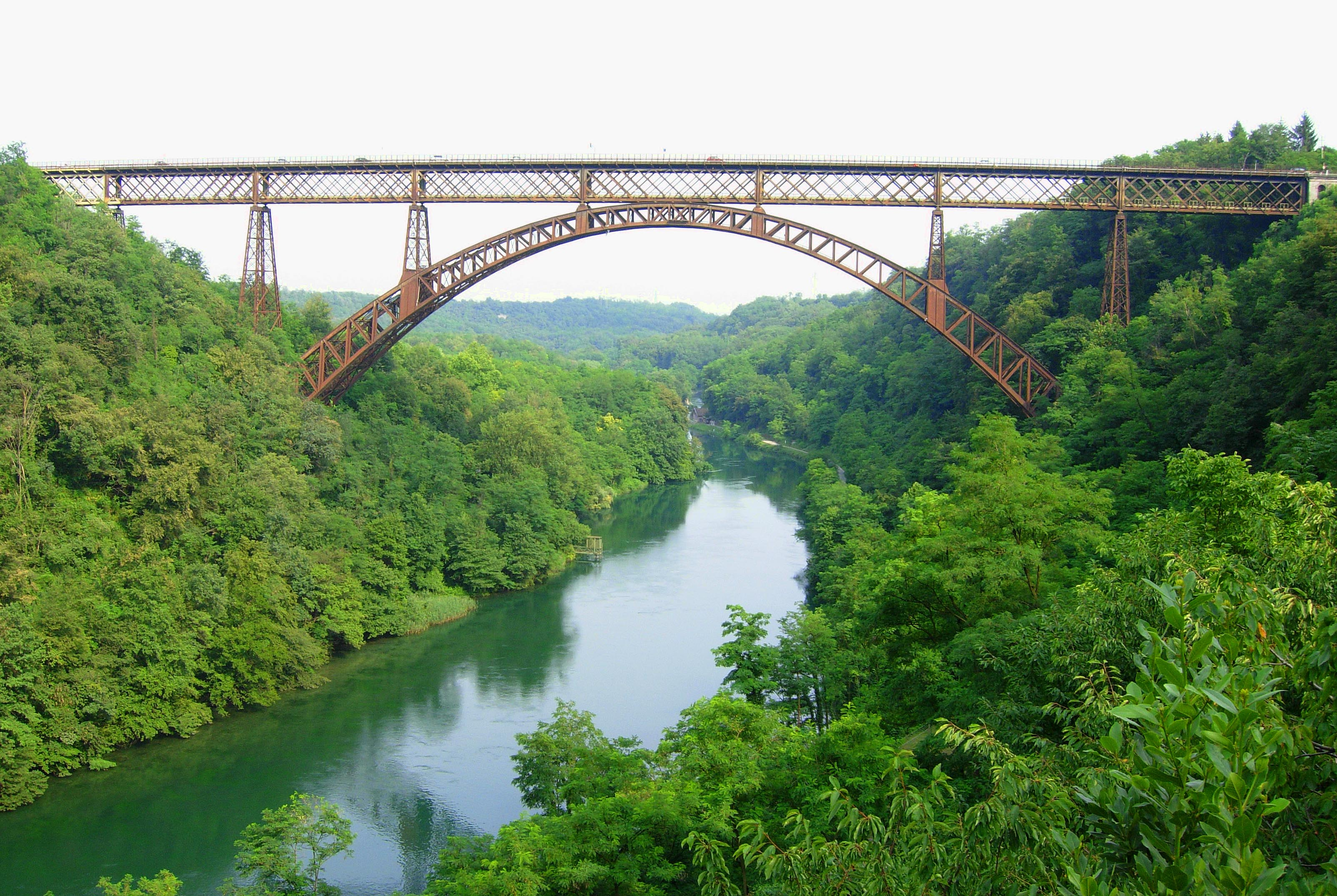
Ponte San Michele in Paderno d’Adda
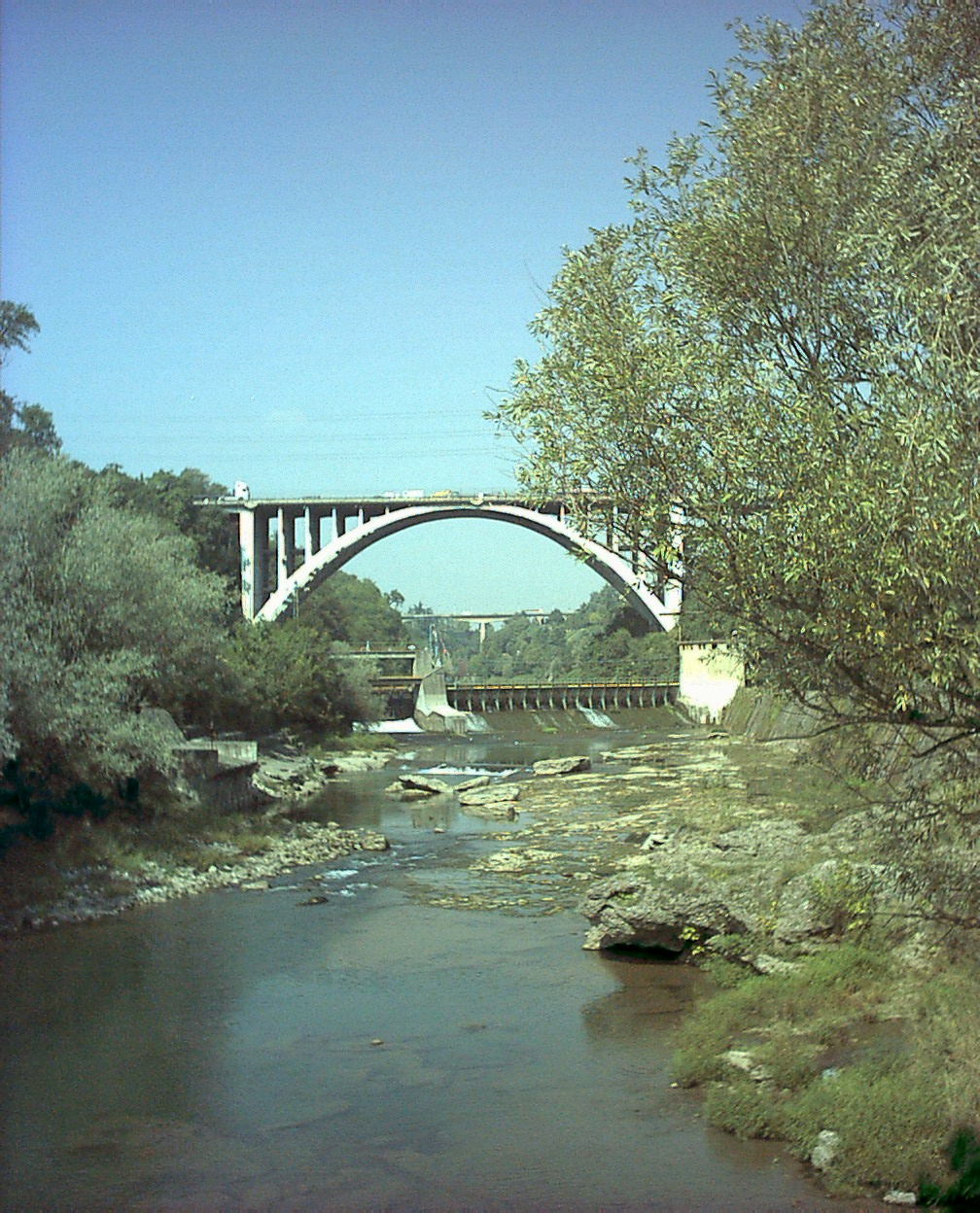
Adda bei Crespi d’Adda
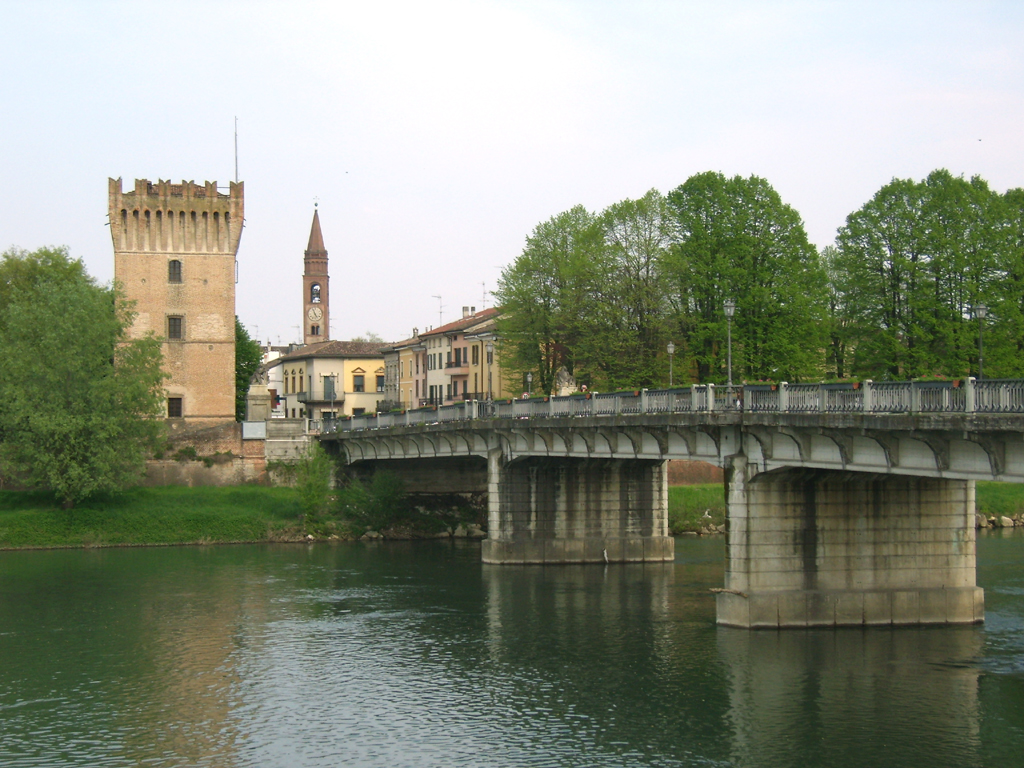
Adda in Pizzighettone
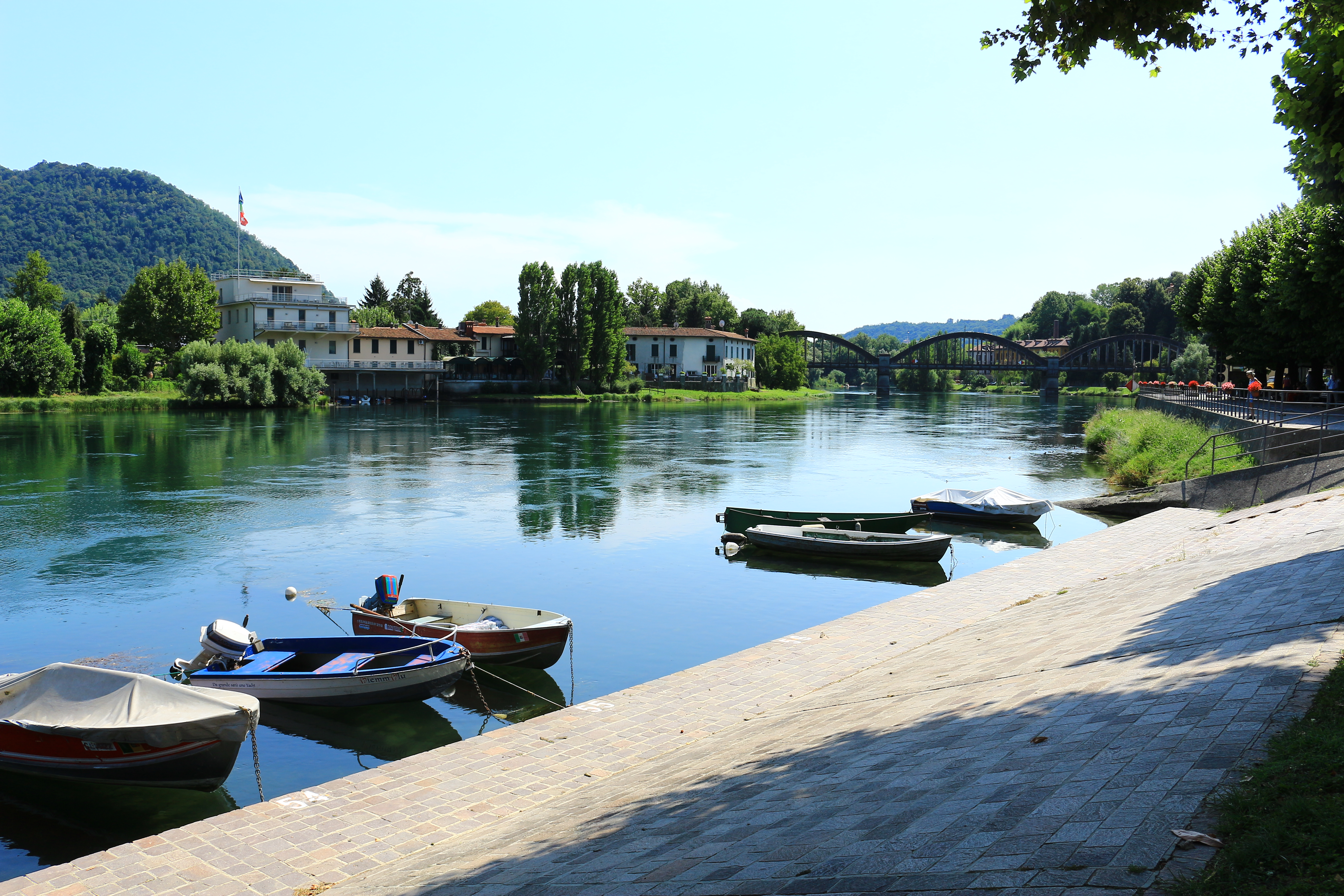
Adda in Brivio
Adda abwärts von der Brücke Calolziocorte Olginate. Historisches Bild von Leo Wehrli (1937)